# Крылов, Вячеслав Борисович
Вячесла́в Бори́сович Крыло́в (род. 12 января 1940) — российский дипломат. Чрезвычайный и полномочный посол.

## Биография
Окончил Ленинградский государственный университет (1968), Дипломатическую академию МИД СССР (1982) и Курсы усовершенствования руководящих дипломатических кадров при Дипломатической Академии МИД СССР (1987). С 5 июня 1996 по 24 августа 2000 года был чрезвычайным и полномочным послом России в Мозамбике. С 15 марта 2001 года — председатель Комиссии по делимитации границ между Россией и Грузией.

## Награды
- Орден Дружбы (21 июня 1996) — За заслуги перед государством, большой вклад в проведение внешнеполитического курса и обеспечение национальных интересов России, мужество и самоотверженность, проявленные при исполнении служебного долга[3].

## Семья
Женат, имеет сына.